# Portville (village, New York)
Ne doit pas être confondu avec Portville (New York).
Portville est un village situé dans le comté de Cattaraugus, dans l'État de New York, aux États-Unis,. En 2020, il comptait une population de 892 habitants, estimée au 1er juillet 2021 à 907 habitants.

## Démographie
Lors du recensement de 2020, le village comptait une population de 892 habitants. Elle est estimée, en 2021, à 907 habitants.